# Cuscuta exaltata
Cuscuta exaltata är en vindeväxtart som beskrevs av Georg George Engelmann. Cuscuta exaltata ingår i släktet snärjor, och familjen vindeväxter. Inga underarter finns listade i Catalogue of Life.